# Sgt. Pepper’s Lonely Hearts Club Band
Sgt. Pepper’s Lonely Hearts Club Band (pol. Orkiestra Klubu Samotnych Serc Sierżanta Pieprza) – ósmy album studyjny brytyjskiego zespołu rockowego The Beatles, wydany w Wielkiej Brytanii 26 maja 1967 przez wytwórnię Parlophone.
W 2003 album został uznany za „kulturalnie, historycznie lub estetycznie znaczący” i przeznaczony do zachowania przez amerykańską Bibliotekę Kongresu na liście National Recording Registry. W 2020 został sklasyfikowany na 24. miejscu listy 500 albumów wszech czasów czasopisma „Rolling Stone”. Jest uznawany za jeden z najważniejszych w historii albumów koncepcyjnych – obok Are You Experienced (1967) Jimiego Hendrixa i Pet Sounds (1966) The Beach Boys.

## Lista utworów
Sgt. Pepper’s Lonely Hearts Club Band był pierwszym albumem Beatlesów wydanym z identyczną listą utworów zarówno w Wielkiej Brytanii, jak i Stanach Zjednoczonych.
| #   | Tytuł                                             | Kompozytor       | Wokal                        | Długość |
| --- | ------------------------------------------------- | ---------------- | ---------------------------- | ------- |
| 1.  | „Sgt. Pepper’s Lonely Hearts Club Band”           | Lennon/McCartney | Paul McCartney               | 2:02    |
| 2.  | „With a Little Help from My Friends”              | Lennon/McCartney | Ringo Starr                  | 2:44    |
| 3.  | „Lucy in the Sky with Diamonds”                   | Lennon/McCartney | John Lennon                  | 3:28    |
| 4.  | „Getting Better”                                  | Lennon/McCartney | McCartney                    | 2:47    |
| 5.  | „Fixing a Hole”                                   | Lennon/McCartney | McCartney                    | 2:36    |
| 6.  | „She’s Leaving Home”                              | Lennon/McCartney | McCartney i Lennon           | 3:35    |
| 7.  | „Being for the Benefit of Mr. Kite!”              | Lennon/McCartney | Lennon                       | 2:37    |
| 8.  | „Within You Without You”                          | George Harrison  | Harrison                     | 5:05    |
| 9.  | „When I'm Sixty-Four”                             | Lennon/McCartney | McCartney                    | 2:37    |
| 10. | „Lovely Rita”                                     | Lennon/McCartney | McCartney                    | 2:42    |
| 11. | „Good Morning Good Morning”                       | Lennon/McCartney | Lennon                       | 2:41    |
| 12. | „Sgt. Pepper’s Lonely Hearts Club Band (Reprise)” | Lennon/McCartney | McCartney, Harrison i Lennon | 1:18    |
| 13. | „A Day in the Life”                               | Lennon/McCartney | Lennon i McCartney           | 5:33    |

## Projekt graficzny
Pojedynczy krążek został umieszczony w typowej dla podwójnych wydawnictw rozkładanej okładce. Powodem tego był fakt, iż Beatlesi planowali wydanie albumu dwupłytowego, a gdy okazało się, że cały nagrany materiał mieści się na jednym LP, okładki były już w fazie przygotowań.
Główna strona okładki przedstawia grupę osób, w której na pierwszym planie wyróżniają się czterej członkowie zespołu ubrani w paradne stroje tytułowej orkiestry sierżanta Pieprza. Od lewej John Lennon w żółtym uniformie, trzymający róg; Ringo Starr w purpurowym stroju z płaską czapką, trzymający trąbkę; Paul McCartney w błękitnym stroju z rożkiem angielskim w dłoniach; George Harrison w czerwonym uniformie, w pierogu na głowie, z fletem w dłoni.
Na bębnie stojącym przed grupą wypisany jest tytuł albumu. Nazwa zespołu wypełnia dolną cześć okładki i ułożona jest z kolorowych kwiatów i zielonych liści. Wśród roślin tworzących kompozycję łatwo można zauważyć gałązki konopi indyjskich. U stóp muzyków znajdują się także liczne rekwizyty – pluszowy wąż, japońska figurka, kamienna figurka królewny Śnieżki, tuba, statua niezidentyfikowanego mężczyzny (własność Johna Lennona), telewizor, świecznik, pluszowa lalka Shirley Temple, hinduska figurka czterorękiej bogini, ogrodowy krasnoludek oraz kilka innych kamiennych figurek.
- Sri Yukteswar Giri
- Aleister Crowley
- Mae West
- Lenny Bruce
- Karlheinz Stockhausen
- W.C. Fields
- Carl Gustav Jung
- Edgar Allan Poe
- Fred Astaire
- Richard Merkin
- Dziewczyna Vargi (z obrazu Alberto Vargasa)
- Leo Gorcey
- Huntz Hall
- Simon Rodia
- Bob Dylan
- Aubrey Beardsley
- sir Robert Peel
- Aldous Huxley
- Dylan Thomas
- Terry Southern
- Dion
- Tony Curtis
- Wallace Berman
- Tommy Handley
- Marilyn Monroe
- William S. Burroughs
- Sri Mahavatara Babaji
- Stan Laurel
- Richard Lindner
- Oliver Hardy
- Karol Marks
- Herbert George Wells
- Sri Paramahansa Yogananda
- Stuart Sutcliffe
- Max Miller
- Piękna dziewczyna (fragmenty obrazu George’a Petty’ego, dwukrotnie)
- Marlon Brando
- Tom Mix
- Oscar Wilde
- Tyrone Power
- Larry Bell
- David Livingstone
- Johnny Weissmuller
- Stephen Crane
- Issy Bonn
- George Bernard Shaw
- H.C. Westermann
- Albert Stubbins
- Sri lahiri Mahasaya
- Lewis Carroll
- T.E. Lawrence
- Sonny Liston
- Shirley Temple (dwukrotnie)
- Albert Einstein
- Bobby Breen
- Marlena Dietrich
- Mohandas Gandhi
- Diana Dors

Planowano także umieszczenie wizerunków Hitlera i Jezusa Chrystusa, lecz odstąpiono od tego w obawie przed skandalem. Hitlera ostatecznie umieszczono, ale Lennon przykrywa go głową.
Wewnątrz okładki umieszczono poczwórny portret muzyków w galowych strojach, lecz tym razem żaden z nich nie miał nakrycia głowy. Tylna strona okładki zawierała podziękowania i teksty wszystkich piosenek.

## Wyróżnienia
Billboard
- 1967: 1. pozycja na liście – Pop Albums
- 1987: 141. pozycja na liście – The Billboard 200 (reedycja CD)
- 2020: 24. pozycja na liście 500 najlepszych albumów wszech czasów

## Twórcy
- George Harrison – gitara, harmonijka, sitar, tamburyn, wokal, tanpura
- Paul McCartney – gitara basowa, wokal, instrumenty klawiszowe, kompozycje, dyrygent
- John Lennon – gitara, wokal, instrumenty klawiszowe, kompozycje
- Ringo Starr – perkusja, wokal
- Neil Aspinall – harmonijka, tambura
- Michael Barnes – tuba
- Lionel Bently – altówka
- Dean Bradley – skrzypce
- Sheila Bromberg – harfa
- Ray Brown – puzon
- Jack Brymer – klarnet
- James W. Buck – róg
- John Burden French – róg
- Robert Burns – klarnet
- Barrie Cameron – saksofon
- Alan Civil French – róg
- Alan Dalziel – wiolonczela
- Henry Datyner – skrzypce
- Bernard Davis – altówka
- Gwen Edwards – altówka
- Mal Evans – harmonijka, fortepian, tamburyn
- N. Fawcett – fagot
- Tristan Fry – instrumenty perkusyjne
- Francisco Gabarro – wiolonczela
- Jose Garcia – skrzypce
- Hans Geiger – skrzypce
- David Glyde – saksofon
- Erich Gruenberg – skrzypce
- Jurgen Hess – skrzypce
- Alan Holmes – saksofon
- Harold Jackson – trąbka
- Derek Jacobs – skrzypce
- Granville Jones – skrzypce
- John Lee – puzon
- Roger Lord – obój
- Cyril Macarthur – kontrabas
- Henry MacKenzie – klarnet
- Marijke – tamburyn
- George Martin – instrumenty klawiszowe, aranżacje, róg, producent
- David Mason – trąbka
- David McCallum – skrzypce
- Bill Monroe – skrzypce
- Monty Montgomery – trąbka
- T. Moore – puzon
- Alex Nifosi – wiolonczela
- Gordon Pearce – kontrabas
- Raymond Premru – puzon
- Tony Randall – róg
- Frank Reidy – klarnet
- David Sandeman – flet
- Neil Sanders – róg
- Sidney Sax – skrzypce
- Ernest Scott – skrzypce
- Clifford Seville – flet
- Stephen Shingles – altówka
- Basil Tschaikov – klarnet
- John Underwood – altówka
- Dennis Vigay – wiolonczela
- Alfred Waters – fagot
- Donald Weekes – skrzypce
- Trevor Williams – skrzypce
- Ken Townsend – inżynier dźwięku
- Peter Vince – inżynier dźwięku
- Graham Kirkby – inżynier dźwięku
- Phil McDonald – inżynier dźwięku
- Keith Slaughter – inżynier dźwięku
- Richard Lush – inżynier dźwięku
- Adrian Ibbetson – inżynier dźwięku
- Malcolm Addey – inżynier dźwięku
- Geoff Emerick – inżynier dźwięku
- Peter Blake – kierownictwo artystyczne, grafika
- Michael Cooper – fotografie
- Paul Wilkinson – projekt graficzny
- Jann Haworth – projekt graficzny